# Ноаска
Ноаска (итал. Noasca) је насеље у Италији у округу Торино, региону Пијемонт.
Према процени из 2011. у насељу је живело 75 становника. Насеље се налази на надморској висини од 1048 м.

## Становништво
Према резултатима пописа становништва 2011. у општини је живело 169 становника.
| 1931. | 1936. | 1951. | 1961. | 1971. | 1981. | 1991. | 2001. | 2011. |
| ----- | ----- | ----- | ----- | ----- | ----- | ----- | ----- | ----- |
| 997   | 1.005 | 900   | 781   | 481   | 346   | 267   | 202   | 169   |